# Жак Кінкомба Кінгамбо
Жак Кінкомба Кінгамбо (фр. Jacques Kinkomba Kingambo, нар. 4 січня 1962, Мабулу) — конголезький футболіст, що грав на позиції півзахисника. Відомий за виступами в низці бельгійських клубів та у складі національної збірної Заїру.

## Клубна кар'єра
У професійному футболі Жак Кінкомба Кінгамбо дебютував у 1982 році в складі команди другого бельгійського дивізіону «Ендрахт», у якому грав до 1984 року. З 1984 до 1987 року Кінгамбо грав у складі команди вищого бельгійського дивізіону «Роял Серезьєн». У 1987 році заїрський півзахисник перейшов до складу іншої команди вищого бельгійського дивізіону «Сент-Трюйден», яка щоправда в 1991 році вибула до другого дивізіону, де футболіст грав до 1992 року. У 1992 році заїрець перейшов до складу команди вищого бельгійського дивізіону «Льєж», де грав до 1995 року. У 1995—1999 роках Кінгамбо грав у складі нижчолігових бельгійських клубів «Верв'є» і «Рошфортуаз», після чого завершив виступи на футбольних полях.

## Виступи за збірну
У 1988 році Жак Кінкомба Кінгамбо грав у складі національної збірної Заїру на Кубку африканських націй, де зіграв у всіх 3 матчах, але заїрська збірна не вийшла з групи. У 1992 році футболіст вдруге зіграв на Кубку африканських націй, де зіграв у 2 матчах, а заїрська збірна вийшла до чвертьфіналу. Після другої для себе африканської першості футболіст до збірної не викликався. Загалом у складі збірної Кінгамбо зіграв 17 матчів, у яких забитими м'ячами не відзначився.